# La Trinité (Martinica)
La Trinité è una città del dipartimento d'oltre mare francese della Martinica.